# Andrena tridens
Andrena tridens är en biart som beskrevs av Robertson 1902. Den ingår i släktet sandbin och familjen grävbin. Inga underarter finns listade i Catalogue of Life.

## Beskrivning
Ett bi med övervägande svart grundfärg. Käkarnas (mandiblernas) främre delar är dock rödbruna, vingarna halvgenomskinligt gulbruna med rödbruna ribbor, och tergiternas (segmenten på bakkroppens ovansida) ofta med en rödbrun lyster på de nakna partierna. Pälsen är vit till blekt gulbrun; i ansiktet  finns det dock bruna hår, speciellt hos honan. Hos honan har dessutom tergiterna 5 och 6 långa, ljusbruna hår på mitten. Honan blir 9 till 11 mm lång, hanen 6,5 till 10 mm.

## Ekologi
Släktets medlemmar är solitära bin som bygger underjordiska larvbon. Även om de inte är samhällsbyggande, kan flera honor placera sina bon i närheten av varandra. Denna art är polylektisk, den hämtar nektar och pollen från växter ur flera familjer, som strävbladiga växter, ljungväxter, hortensiaväxter, liljeväxter, rosväxter och videväxter. Aktivitetsperioden varar från mars till juli.

## Utbredning
Utbredningsområdet omfattar USA från Illinois och Michigan österut New York och New England, samt söderut till Tennessee, North Carolina och Georgia.